# Nikolaus Harnoncourt
Nikolaus Harnoncourt (Johann Nicolaus Graf de la Fontaine und d’Harnoncourt-Unverzagt; født 6. december 1929 i Berlin, død 5. marts 2016 i Wien) var en østrigsk dirigent og cellist, som voksede op i Graz i Steiermark.

## Historie
Harnoncourt fik sin musikalske uddannelse i Wien og var ansat som cellist ved Wiener Symphoniker 1952–69. Samtidigt dannede han sammen med sin hustru Alice, som var en fremragende violinist, ensemblet Concentus Musicus Wien, der havde til formål at fremføre musik fra middelalder, renæssance og barok så tidskorrekt som muligt med anvendelse af originalinstrumenter.
I 1971 begyndte Nikolaus Harnoncourt med Gustav Leonhardt at indspille alle Johann Sebastian Bachs kantater. Projektet blev afsluttet i 1990.
Harnoncourt opførte musikværker med en række forskellige orkestre, som benyttede moderne instrumenter, men han havde fortsat øje for instrumenternes autenticitet. Ud over hans store anerkendelse inden for barokmusik havde han også vundet anseelse inden for wieneroperetten.
I 1972–92 underviste Harnoncourt i direktion og historiske instrumenter ved Mozarteum i Salzburg.
Harnoncourt modtog Léonie Sonnings Musikpris i 1993.